# Drosophila bifurca
Drosophila bifurca är en tvåvingeart som beskrevs av Patterson och Wheeler 1942. Drosophila bifurca ingår i släktet Drosophila och familjen daggflugor.

## Utbredning
Artens utbredningsområde är delstaterna Arizona och Texas i USA.

## Spermier
D. bifurca har enorma spermier, som kan vara upp till 5,8 cm långa, längst av alla kända organismer.